# Moons and Mushrooms
Moons and Mushrooms (рус. луны и грибы) — седьмой альбом шведской метал-группы Lake of Tears. Звучание стало заметно тяжелее, появились психоделические элементы, клавиши окончательно сдали позиции в пользу гитар. К составу группы присоединился гитарист Магнус Сальгрен (хотя с 1999 года он был постоянным приглашённым музыкантом).

## Список композиций
| №                   | Название                                                                      | Длительность |
| ------------------- | ----------------------------------------------------------------------------- | ------------ |
| 1.                  | «Last Purple Sky»                                                             | 6:02         |
| 2.                  | «You Better Breathe While There’s Still Time»                                 | 4:12         |
| 3.                  | «Waiting Counting»                                                            | 4:39         |
| 4.                  | «Like a Leaf»                                                                 | 5:05         |
| 5.                  | «Children of the Grey»                                                        | 4:33         |
| 6.                  | «Head On Phantom»                                                             | 4:27         |
| 7.                  | «Island Earth»                                                                | 5:04         |
| 8.                  | «Planet of the Penguins»                                                      | 6:30         |
| 9.                  | «Is There a Better Way» (Status Quo кавер, бонус-трек в ограниченном издании) | 3:50         |
| Общая длительность: | Общая длительность:                                                           | 44:27        |

## Участники записи
- Даниель Бреннар — вокал, гитара
- Микаэль Ларсон — бас
- Юхан Оудхьюс — ударные
- Магнус Сальгрен — гитара